# HMS Psilander (18)
HMS Psilander (18) var en jagare i svenska flottan. Psilander och systerfartyget HMS Puke (19) köptes in från Italien år 1940. Hon sjösattes i Italien den 24 juni 1926 för italienska marinen som eskortjagare med namnet Giovanni Nicotera av Sella-klass och köptes av Sverige 1940 som då också bytte namn på fartyget. Jagaren var uppkallad efter Gustaf von Psilander som 1704 med skeppet Öland tappert stred mot en engelsk eskader.

## Konstruktion och bestyckning
Psilander var 85,3 meter lång, 8,6 meter bred och hade ett djupgående av 2,8 meter. Skrovet var utformat med ett backdäck som sträckte sig över knappt halva fartygets längd. För om de två skorstenarna stod en överbyggnad som inhyste bland annat styrhytten och kommandobryggan. Maskineriet utgjordes av tre stycken ångpannor som levererade ånga till två ångturbiner av märket Thornycroft, vilka drev var sin propeller. Maskineriet utvecklade 36 000 hästkrafter vilket gav en maximal hastighet av 35 knop. Bestyckningen utgjordes till en början av tre stycken 12 cm kanoner som var monterade en i ett torn på fördäck och två i ett dubbeltorn på en uppbyggnad på akterdäck. Luftvärnet bestod av två stycken 40 mm automatkanoner och två 13,2 mm kulsprutor. Dessutom fanns två stycken dubbelställ för 45,7 cm torpeder samt plats för 30–40 minor för minfällning.

## Historia

### Italiensk tjänst
Psilander byygdes vid Pattison-varvet Neapel och sjösattes den 29 januari 1926. Fartyget levererades den 8 januari 1927 till den italienska marinen och fick då namnet Giovanni Nicotera efter en italiensk politiker. År 1929 moderniserades fartyget varvid de tre 12 cm kanonerna byttes ut mot fyra modernare, vilket ledde till att även det förliga tornet fick ett dubbellavettage.

### Försäljning till Sverige

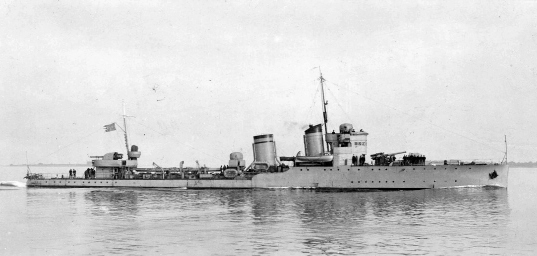
Fartyget kort efter det svenska övertagandet.

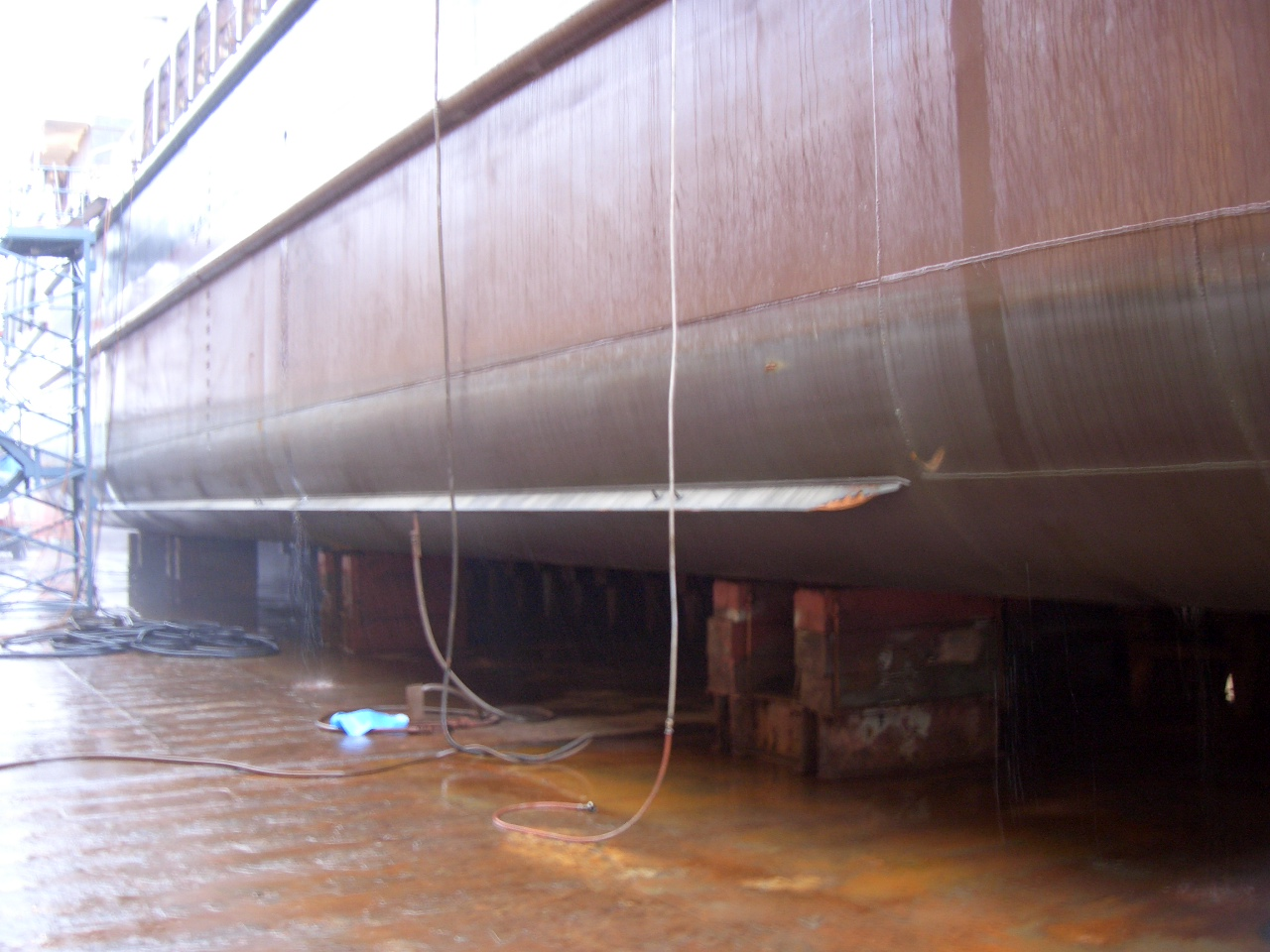
Ett exempel på slingerköl

I december 1939 avreste en svensk kommission till Italien för att utreda möjligheten för Sverige att köpa örlogsfartyg från landet. Detta ledde till att Psilander- och Romulus-klasserna införskaffades. Den 14 april avgick alla fyra jagarna tillsammans från La Spezia och den 10 juli ankom fartygen till Göteborg.

### Svensk tjänst
Efter ankomsten till Sverige sattes Psilander i göteborgseskadern. Med tiden visade sig fartyget vara för vekt byggt och rullade kraftigt i sjögång, vilket gjorde att man var tvungen att bygga in förstärkningar och montera slingerkölar på skrovet. Dessutom medförde akterskeppets låga fribord att det ofta översköljdes vid dåligt väder. Åren 1941–1942 modifierades fartygens bestyckning. Luftvärnet byttes ut mot två 40 mm luftvärnsautomatkanoner m/36 och två dubbla 8 mm luftvärnskulspruta m/36, 45 cm torpederna byttes ut mot 53 cm torpeder, och sjunkbombskastare och sjunkbombsfällare installerades. Efter en mycket kort tjänst lades båda fartygen i materielberedskap mellan 1943 och 1944.

### Utrangering
Psilander utrangerades den 13 juni 1947, vartefter hon användes vid skjut- och sprängförsök innan hon till slut skrotades i Karlskrona 1949.